# أحمد محمد إسلام
أحمد محمد إسلام مادوبي (بالصومالية: Sheekh Axmed Maxamed Islaam Madoobe)‏ هو الرئيس المتنازع عليه لولاية جوبا لاند الصومالية. في 15 مايو 2013 انتخب رئيسًا لولاية جوبا لاند بجنوب الصومال.

## نشاطه العسكري
كان عضوًا في اتحاد المحاكم الإسلامية، وحاكم كيسمايو جوبا لاند، وفي عام 2006 أطاحت قوات الدفاع الوطني الإثيوبية بوحدته، وهرب باتجاه الحدود الكينية وأصيب، وتلقى العلاج الطبي لاحقًا في مستشفى إثيوبي. وقبض عليه الإثيوبيون.
عندما توسع البرلمان الصومالي إلى 550 نائباً، انتُخب نائباً في يناير 2009 وأُطلق سراحه من السجن الإثيوبي. وفي 4 أبريل 2009 أعلن استقالته من البرلمان.
قاد حركة راسكامبوني التي كانت متحالفة مع حزب الإسلام. وفي 1 أكتوبر 2009 بدأ النزاع المسلح بين حزب الإسلام وحركة الشباب بعد نزاع بين ألوية رأس كامبوني وحركة الشباب على السيطرة على كيسيمايو. قاتل فصيل أحمد مادوبي ضد حركة الشباب بينما فصيل حسن التركي إلى حركة الشباب. واستطاع طرد ألوية رأس كامبوني من المدينة. وفي نوفمبر 2009 سيطرت حركة الشباب وحلفاؤها المحليون على قوات مادوبي، وأجبرته على الانسحاب من منطقة جوبا السفلى ومعظم جنوب الصومال. وفي فبراير 2010 أعلن فصيل حسن التركي الاندماج مع حركة الشباب.
في 20 ديسمبر 2010 اندمج حزب الإسلام أيضًا مع حركة الشباب، وتحالفت حركة راسكامبوني مع تنظيم أهل السنة والجماعة والحكومة الاتحادية الانتقالية.

## رئاسة جوبا لاند
في 15 مايو 2013 انتخب مادوبي رئيسًا لجوبا لاند، وهي منطقة رئيسية في جنوب الصومال.
في 28 أغسطس 2013 وقع مادوبي اتفاق المصالحة الوطنية في أديس أبابا مع الحكومة الفيدرالية الصومالية بوساطة وزارة الخارجية الإثيوبية، وبموجب شروط الاتفاقية سيدير مادوبي جوبا لاند لمدة عامين، وسيعمل الرئيس الإقليمي كرئيس لمجلس تنفيذي جديد، يعين له ثلاثة نواب. كما سيتم نقل إدارة ميناء ومطار كيسمايو إلى الحكومة الفيدرالية بعد فترة ستة أشهر، وسيتم تخصيص الإيرادات والموارد الناتجة عن هذه البنى التحتية لقطاعات تقديم الخدمات والأمن في جوبا لاند وكذلك تطوير المؤسسات المحلية. وكذلك دمج القوات العسكرية في جوبا لاند تحت القيادة المركزية للجيش الوطني الصومالي، وينص على أن إدارة جوبا المؤقتة ستقودها الشرطة الإقليمية.